# Det gamla och det unga Sverige
Det gamla och det unga Sverige är en målning från 1894 av den svenske målaren August Malmström. Den skildrar en grupp barn som anförda av en trumslagare, med höjda mössor och bärande en svensk flagga med unionsmärket tågar genom en grind som hålls upp av en gammal soldat.
Malmströms målning föregicks av en teckning med titeln Skarpskytterörelsen, där barn med allmogeattribut tågar längs en bygata. Denna låg till grund för en litografi som trycktes i Litografiskt Allehanda 1864. Motivet finns vidareutvecklat i boken Vårt folk från 1894, där den gamle mannen har tillkommit och uttrycket har en tydligare prägel av idyll. Omgivningarna är precis som på den liknande målningen Grindslanten från Rotebro. Det gamla och det unga Sverige skiljer sig dock från andra barnmålningar av konstnären dels genom det optimistiska budskapet och dels genom närvaron av den äldre mannen, grenadjären Johan Lundquist, som symboliskt öppnar grinden för de unga.
Det gamla och det unga Sverige presenterades i tidskriften Jultomten 1894 tillsammans med en dikt av Frithiof Holmgren. Dikten löd:
| ” | Det unga Sverige Vi tåga ut i täta led Vi vilja kämpa, vi också, hurra! hurra! hurra! Kring Sveriges fana, gul och blå, hurra! hurra! hurra! För landets frihet och dess fred, för våra fäders språk och sed, för rätt och lag i all vår dag, hurra! hurra! hurra! | „ |

Den ställdes ut vid Stockholmsutställningen 1897, där den med sin patriotism och framtidsoptimism passade in i den anda som utställningen ville förmedla. År 1986 såldes den genom Stockholms Auktionsverk. Den 3 juni 2015 ropades den ut igen av Stockholms Auktionsverk och såldes för 650 000 kronor.